# 大幸川

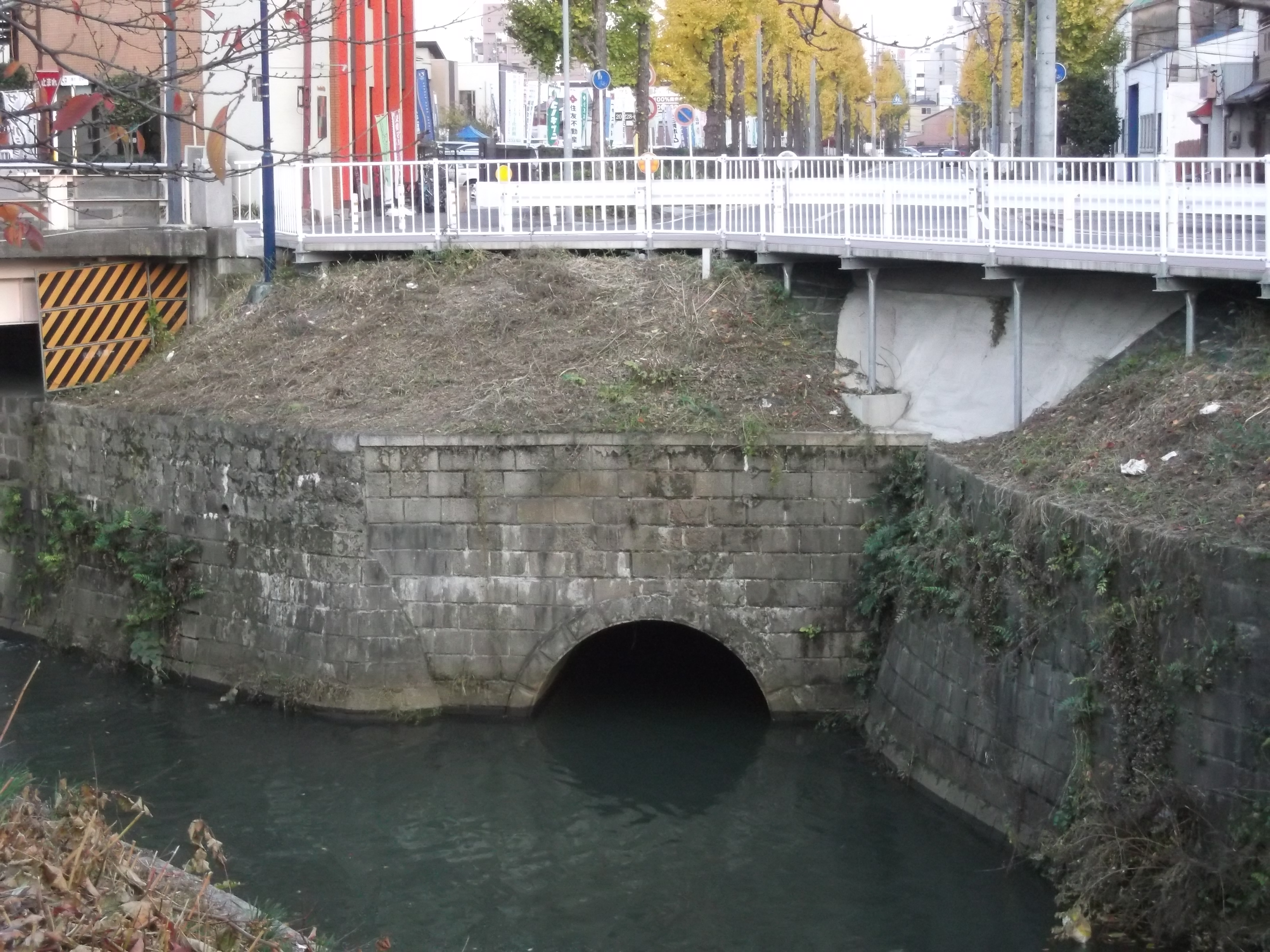
大幸川と堀川の合流地点（2013年12月）

大幸川（だいこうがわ）は、名古屋市北部を流れていた河川。大部分が暗渠となっている。

## 概要
鍋屋上野町の湧水を水源として、東区および北区を経由し、西区児玉の江川に流下する自然河川であったが、洪水被害の多発を防ぐため、天明期に御用水流下となるよう改良された。後に、ほとんどの区間が暗渠となり、その姿を見ることはできない。

## 橋梁

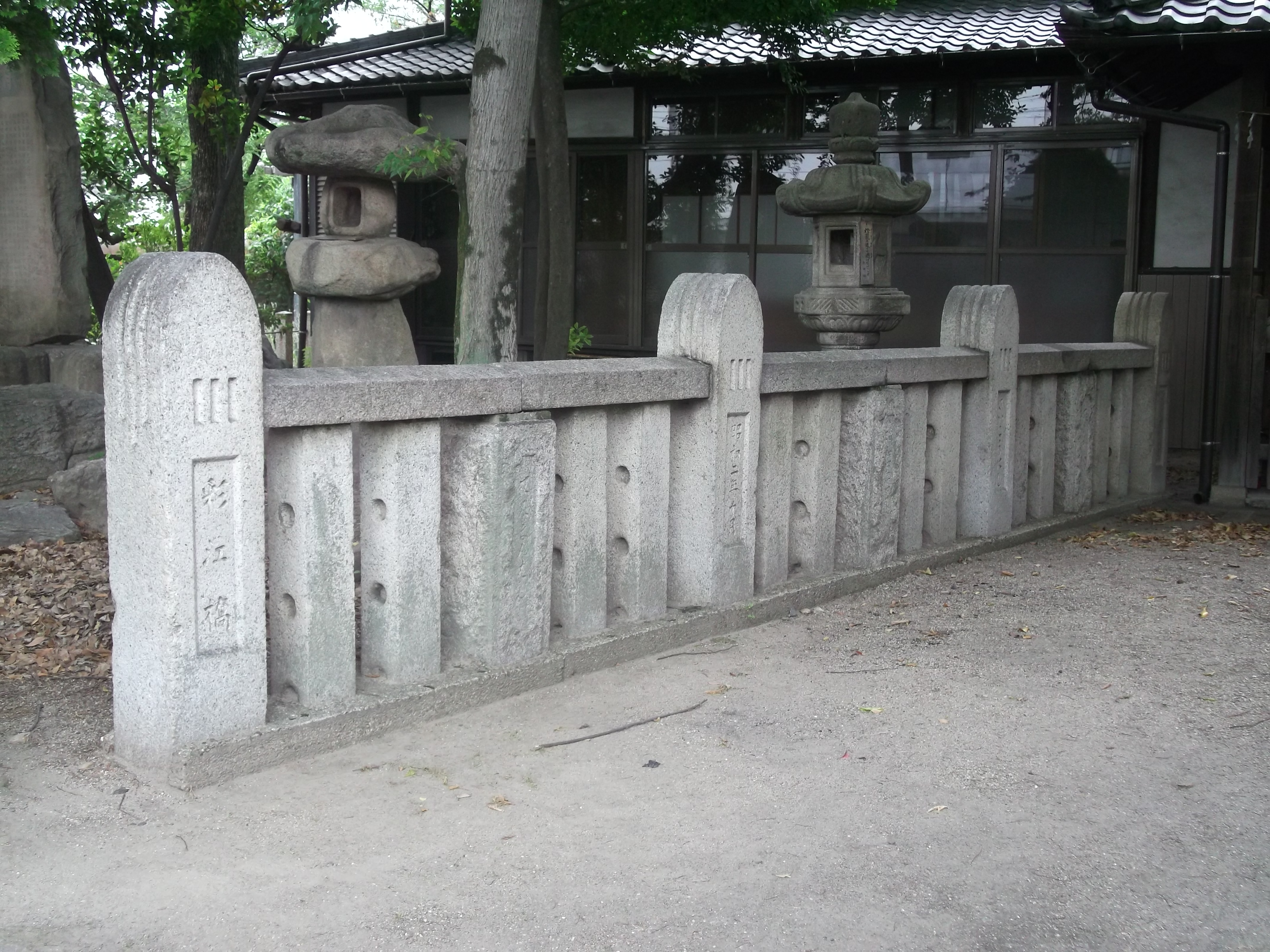
彩紅橋の欄干（2014年6月）

- 紅雲橋[2]
- 彩紅橋[2]